# Encapsulat de semiconductor

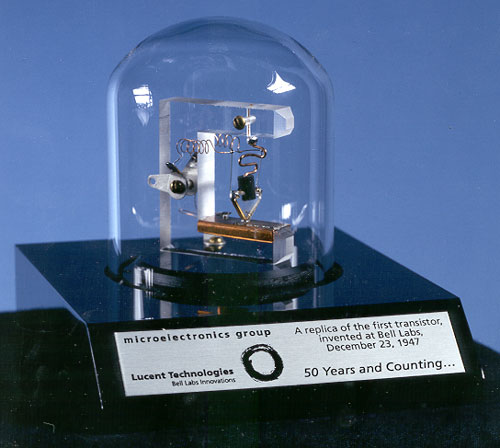
Aquesta rèplica del primer transistor de laboratori mostra cables de connexió i un pot de vidre per protegir; empaquetar el dispositiu va ser fonamental per al seu èxit.

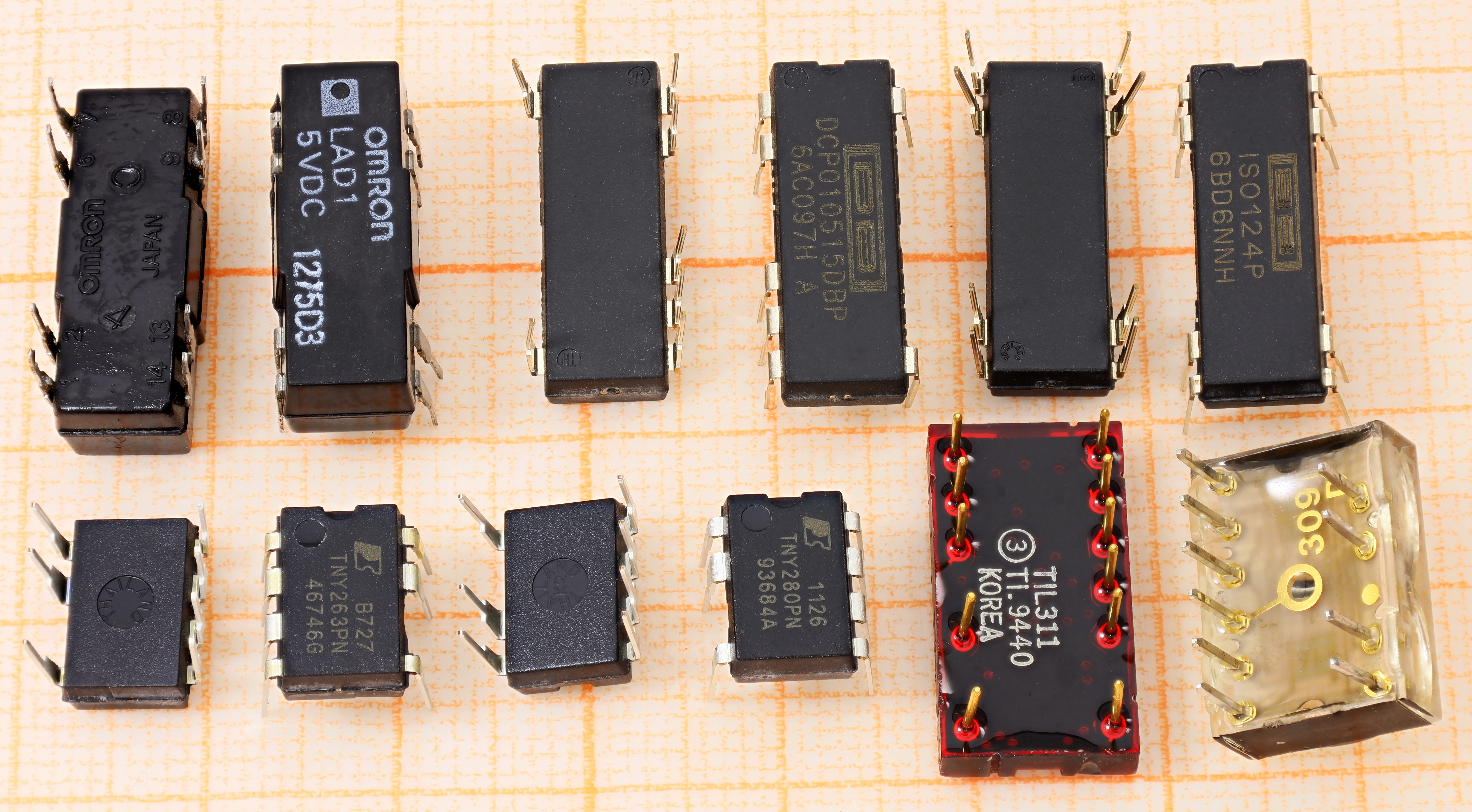
Variacions de l'encapsulat DIP.

Un encapsulat de semiconductors és una carcassa de metall, plàstic, vidre o ceràmica que conté un o més dispositius semiconductors discrets o circuits integrats. Els components individuals es fabriquen en oblies de semiconductors (normalment silici) abans de ser tallats a daus, provats i empaquetats. L'encapsulat proporciona un mitjà per connectar-lo a l'entorn extern, com ara una placa de circuit imprès, mitjançant cables com ara terres, boles o agulles; i protecció contra amenaces com l'impacte mecànic, la contaminació química i l'exposició a la llum. A més, ajuda a dissipar la calor produïda pel dispositiu, amb o sense l'ajuda d'un difusor de calor. Hi ha milers de tipus de encapsulat en ús. Alguns es defineixen per estàndards internacionals, nacionals o de la indústria, mentre que altres són particulars d'un fabricant individual.

## Funcions de l'encapsulat
Un encapsulat de semiconductors pot tenir tan sols dos cables o contactes per a dispositius com ara díodes, o en el cas de microprocessadors avançats, un encapsulat pot tenir centenars de connexions. Els encapsulats molt petits només poden ser compatibles amb els seus cables. Els dispositius més grans, destinats a aplicacions d'alta potència, s'instal·len en dissipadors de calor dissenyats amb cura perquè puguin dissipar centenars o milers de watts de calor residual.

## Codi de data

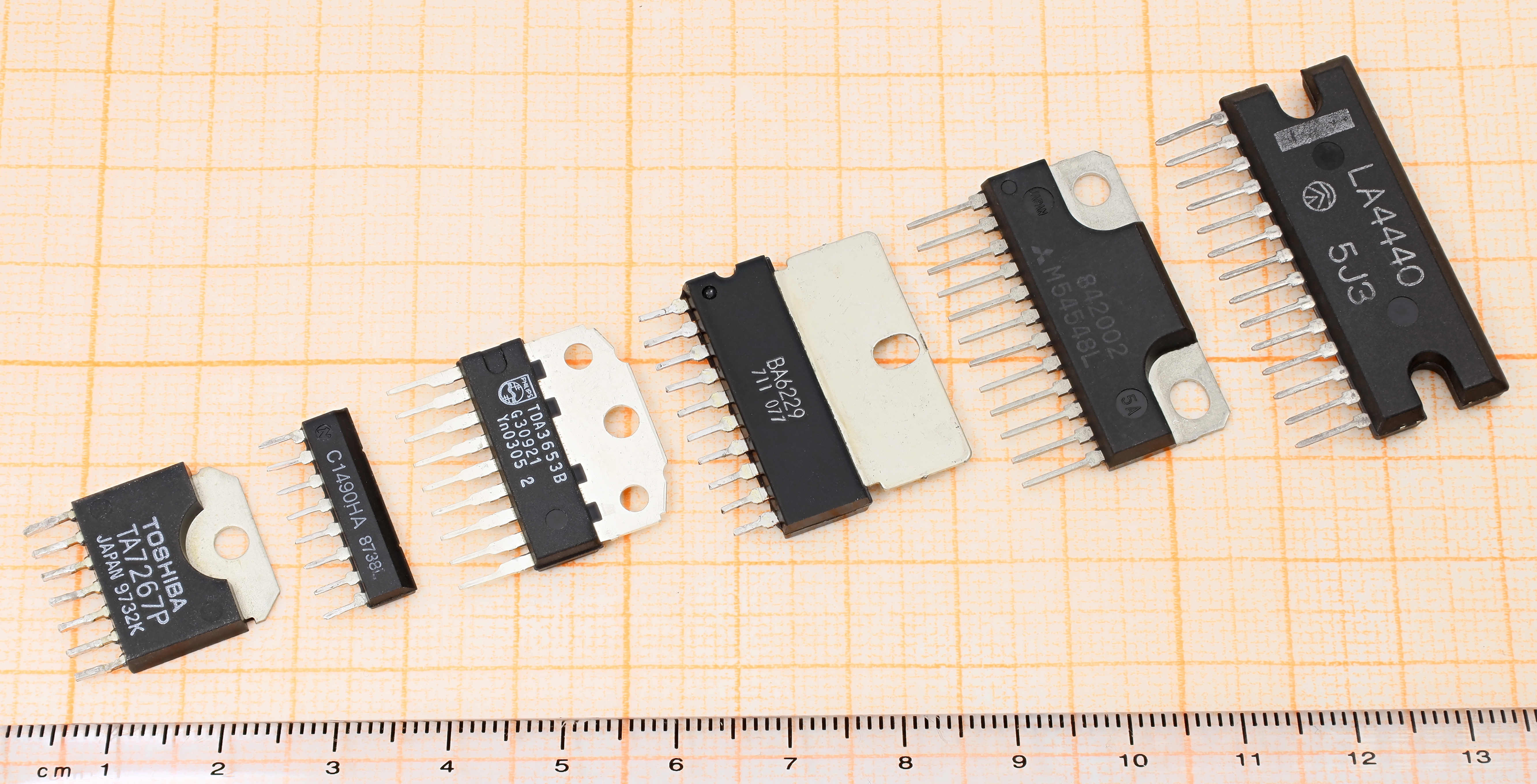
Variacions de l'encapsulat SIP.

Els fabricants solen imprimir, amb tinta o marcatge làser, el logotip del fabricant i el número de peça del fabricant a l'encapsulat per facilitar la distinció dels molts dispositius diferents i incompatibles empaquetats en relativament pocs tipus d'encapsulat. Les marques sovint inclouen un codi de data de 4 dígits, sovint representat com YYWW on YY es substitueix pels dos últims dígits de l'any natural i WW es substitueix pel número de setmana de dos dígits, normalment el número de setmana ISO.

## Connexions
Per fer connexions entre un circuit integrat i els cables del encapsulat s'utilitzen enllaços de fil conductor, amb cables fins connectats dels cables del encapsulati units a coixinets conductors de la matriu de semiconductor. A l'exterior de l'encapsulat els cables de cable es poden soldar a una placa de circuit imprès o utilitzar-los per fixar el dispositiu a una tira d'etiquetes. Els dispositius moderns de muntatge superficial eliminen la majoria dels forats perforats a través de plaques de circuit i tenen cables metàl·lics curts o coixinets a l'encapsulatque es poden assegurar mitjançant soldadura de refluig al forn. Els dispositius aeroespacials en encapsulat plans poden utilitzar cables metàl·lics plans fixats a una placa de circuit mitjançant soldadura per punts, tot i que aquest tipus de construcció ara és poc freqüent.

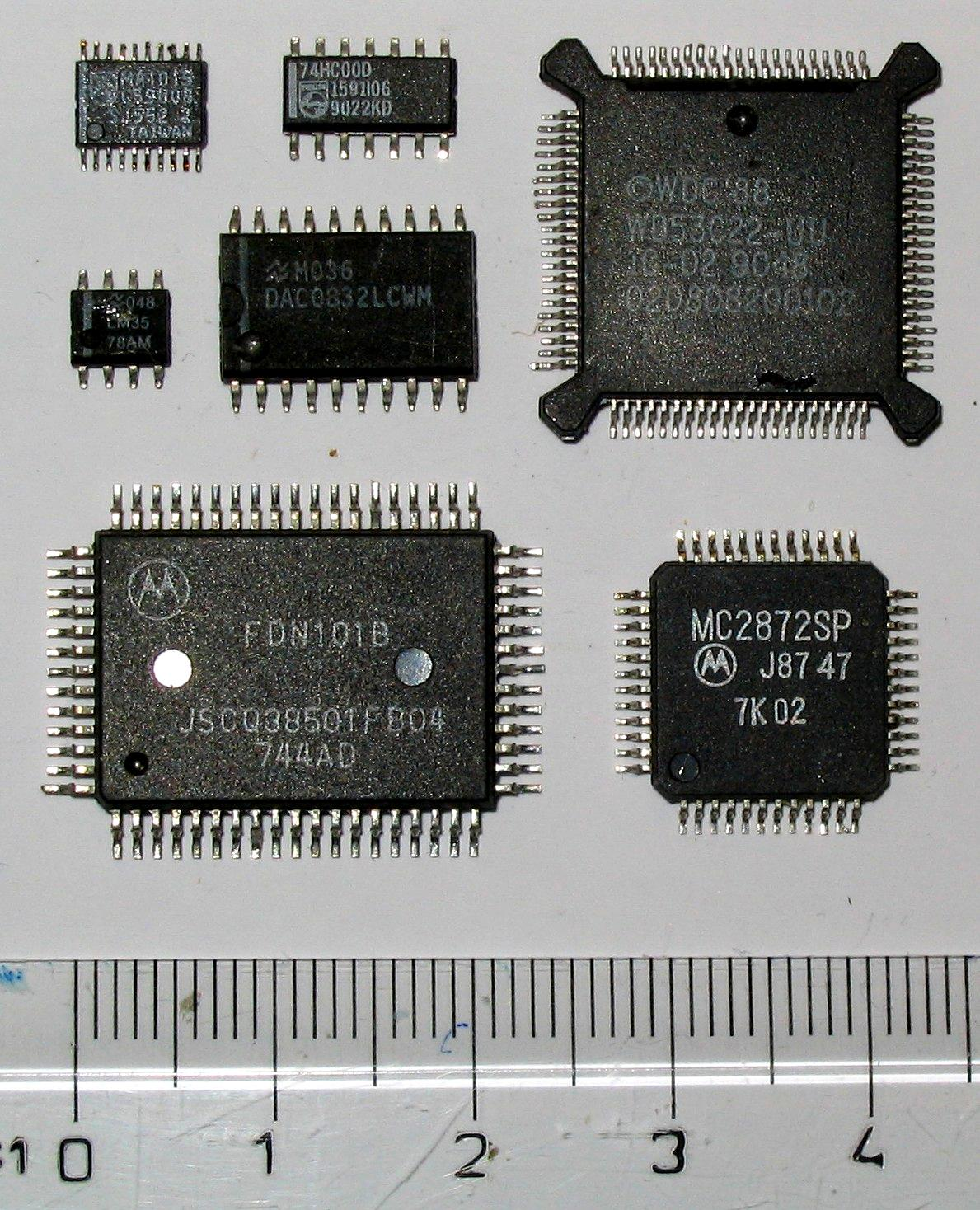
Variacions de l'encapsulat SMD.

## Sòcols
Els primers dispositius semiconductors sovint s'introduïen en endolls, com els tubs de buit. A mesura que els dispositius milloraven, finalment els endolls es van mostrar innecessaris per a la fiabilitat, i els dispositius es van soldar directament a plaques de circuit imprès. El encapsulat ha de manejar els alts gradients de temperatura de la soldadura sense posar tensió a la matriu de semiconductor o als seus cables.
Els sòcols encara es fan servir per a aplicacions experimentals, de prototips o educatives, per a proves de dispositius, per a xips d'alt valor, com ara microprocessadors, on la substitució és encara més econòmica que descartar el producte, i per a aplicacions on el xip conté microprogramari o dades úniques que poden ser substituït o actualitzat durant la vida útil del producte. Els dispositius amb centenars de cables es poden inserir en endolls de força d'inserció zero, que també s'utilitzen en equips de prova o programadors de dispositius.

## Materials de l'encapsulat
Molts dispositius estan modelats amb un plàstic epoxi que proporciona una protecció adequada dels dispositius semiconductors i resistència mecànica per suportar els cables i la manipulació de l'encapsulat. El plàstic pot ser cresol - novolacs, siloxan poliimida, polixililè, silicones, poliepòxids i bisbenzociclobutè. Alguns dispositius, destinats a entorns d'alta fiabilitat o aeroespacials o de radiació, utilitzen encapsulats de ceràmica, amb tapes metàl·liques que es solden després del muntatge, o un segell de vidre frit. Els encapsulats totalment metàl·lics s'utilitzen sovint amb dispositius d'alta potència (diversos watts o més), ja que condueixen bé la calor i permeten un fàcil muntatge a un dissipador de calor. Sovint, el encapsulat forma un contacte per al dispositiu semiconductor. Els materials de plom s'han de triar amb un coeficient d'expansió tèrmic que coincideixi amb el material de l'envàs. El vidre es pot utilitzar a l'encapsulat com a substrat del encapsulatper reduir la seva expansió tèrmica i augmentar la seva rigidesa, cosa que redueix la deformació i facilita el muntatge de l'encapsulata un PCB.